# Fedora (película)
Fedora es una película dramática de 1978 de coproducción entre Francia y Alemania Occidental. El guion, de Billy Wilder y I.A.L. Diamond, está basado en una novela corta de Tom Tryon incluida en su colección Crowned Heads, publicada en 1976.
La película fue dirigida por Wilder, y contó con la actuación de William Holden, Marthe Keller, Hildegard Knef, José Ferrer y Mario Adorf.
Puede verse a Henry Fonda y a Michael York en un cameo: Fonda, como el presidente de la Academia de las Artes y las Ciencias Cinematográficas de Hollywood, que presenta la concesión del premio por su trayectoria profesional a Fedora; York, como él mismo.

## Argumento
Fedora (Hildegard Knef), una actriz retirada que había sido una de las mayores estrellas del mundo del cine clásico y que había mantenido su belleza legendaria a pesar de la edad, se suicida lanzándose al paso de un tren en París. Entre los asistentes a su funeral está Barry "Dutch" Detweiler (William Holden), un veterano productor de Hollywood con quien tuvo en su día una breve relación sentimental.
Detweiler rememora su último encuentro con Fedora dos semanas atrás, en su villa en una isla próxima a Corfú, en que intentó convencerla para volver al cine protagonizando una nueva versión de Anna Karenina. Fedora se muestra ilusionada, y le cuenta que se siente prisionera en su propio retiro, vigilada por la anciana Condesa Sobryanski (Marthe Keller), su sirvienta, su chófer y por el Dr. Vando (José Ferrer), aparentemente responsable de su aspecto juvenil a pesar de su edad real. El entorno de Fedora se opone a su regreso a los rodajes, y cuando Dutch intenta ayudar a la actriz, es atacado por el chófer, y despierta una semana después con la noticia de que Fedora se ha suicidado.
En el funeral de Fedora, Dutch acusa a Vando y a la condesa de llevar a la actriz a su muerte, y estos le revelan la verdad: la Condesa es en realidad la verdadera Fedora, y la mujer atropellada por el tren era su hija Antonia, que había tomado el nombre y la personalidad de la actriz apoyada en su parecido físico, después de que uno de los tratamientos del Dr. Vando acabara con Fedora irremediablemente desfigurada. La suplantación de Fedora por parte de su hija funcionó hasta que ésta se enamoró de un actor (Michael York, que se interpreta a sí mismo) durante el rodaje de un film, y decidió contarle la verdad. Para evitar su confesión, Antonia había sido llevada a la isla y mantenida en silencio por el entorno de su madre a base de drogas hasta que la visita de Dutch le da la oportunidad de escapar y llevar a cabo su suicidio. Conmocionado por la información pero decidido a no revelar la verdad en recuerdo de su amor por la actriz, el productor se marcha del cementerio y nunca vuelve a ver a la verdadera Fedora, que muere seis semanas más tarde.

## Problemas de producción
Su película inmediatamente anterior, Primera plana, dirigida por Wilder cuatro años antes, había resultado un fracaso de crítica y taquilla, y los directivos de la Universal dudaron en producir ésta, hasta el punto de que Wilder comenzó a ofrecerla a otros estudios. Una inyección de capital de inversionistas alemanes le permitió rodar la película.
Marlene Dietrich era la actriz deseada para el personaje de Fedora; y Faye Dunaway, para el de su hija Antonia. Dietrich desdeñó el libro original y pensó que el guion no era ninguna mejora. Sydney Pollack invitó a Wilder al prelanzamiento de Bobby Deerfield, en donde actuaba Marthe Keller, y Wilder decidió ofrecerle ambos papeles, de madre e hija, pero la actriz había sufrido daños faciales en un accidente de automóvil y no podía usar el maquillaje pesado requerido para transformarla en anciana, así que ofreció a Hildegard Knef el papel.
Dado que las voces de Keller y Knef no se parecían (algo crucial en la película), empleó a la actriz alemana Inga Bunsch para doblar el diálogo de ambas mujeres en el lanzamiento en lengua inglesa de la película. Keller registró las voces para ambos caracteres en la versión francesa, y Knef lo hizo para el lanzamiento alemán.
Allied Artists desistieron de distribuir la película después de su preestreno en una sesión benéfica de la Myasthenia Gravis Foundation en Nueva York, con una respuesta poco entusiasta de la audiencia. La película fue adquirida por Lorimar Productions, que planeó cederla a la CBS para la televisión. Antes de que se realizara la oferta, United Artists se decidieron. Lanzaron la película con poca publicidad en un pequeño grupo de salas americanas y europeas, lo que incitó a Wilder a demandar al estudio por gastar cerca de $625 en la campaña de comercialización.
Después de recortar doce minutos siguiendo recomendaciones del estudio, Wilder pasó la película en Santa Bárbara: la audiencia comenzó a reírse en escenas equivocadas. Desanimado por la respuesta y por todos los problemas que había encontrado, el director rechazó hacer más correcciones. El 30 de mayo de 1978, fue la premier mundial en el Festival Internacional de Cine de Cannes como parte de una retrospectiva del trabajo de Wilder.